# 昭和34年台風第7号
昭和34年台風第7号（しょうわ34ねんたいふうだい7ごう、国際名：ジョージア / Georgia）は、1959年8月に静岡県に上陸し、近畿地方や東海地方、甲信地方等に甚大な被害をもたらした台風である。ジョージア台風とも呼ばれる。

## 概要

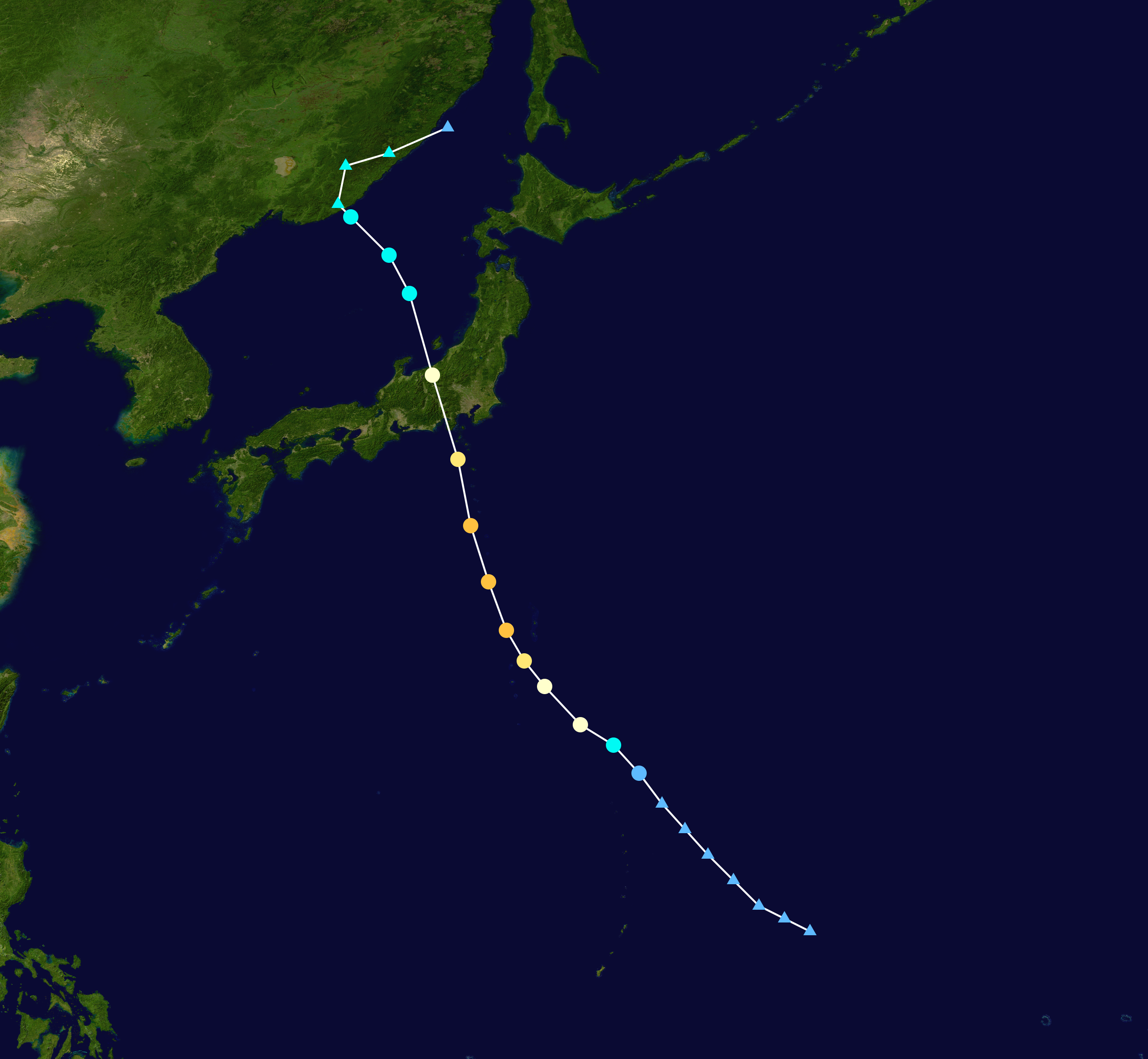
進路図

1959年8月12日9時、2日前にマリアナ諸島の東に発生した熱帯低気圧が北西に移動し、硫黄島の南東海上で台風7号に変わった。7号は勢力を強めながら速い速度で北上して、14日の6時30分頃に、駿河湾を抜けて時速60 kmの速さで静岡県の富士川河口付近に上陸。その後も北進を続けて、10時には新潟県上越市付近を通って日本海へ進み、15日には弱い熱帯低気圧に変わって沿海州に再上陸した。

## 被害
消防白書によると、この台風による被害は、死者188人・行方不明者47人・負傷者1,528人に加え、住家全壊4,089棟・住家半壊10,139棟・床上浸水32,298棟・床下浸水116,309棟となっている。1951年の統計開始以降では、死者・行方不明者数が8番目に、負傷者数が6番目に、被害を受けた住家数が10番目に、浸水被害の件数が9番目にそれぞれ多い台風となり、日本における台風の歴史の中でも記録的な被害となった。
この台風では、特に甲信地方での被害が甚大で、犠牲者は山梨県で最も多く（90人）、長野県がこれに次ぐ（72人）。また、強い風の範囲は狭かったものの、移動速度が速かったことから中心付近では風が非常に強く、山梨県甲府市で最大風速33.9 m/s（最大瞬間風速43.2 m/s）、静岡県石廊崎で48.8 m/s（同64.0 m/s）を記録した。 山梨県や長野県など甲信地方の各地では、住家の倒壊や果樹の落下、河川の氾濫や土石流等の被害が甚大であった。 また、近畿地方から関東地方にかけて200 mmを超える大雨が降り、山間部では600～800 mmに達した。岐阜県では、集中豪雨により牧田川が氾濫するなどした。7号が襲来する前の8月8日から10日にかけて、台風6号や前線による大雨があったため、その直後に台風が再来したことが引き金で、甲信地方をはじめ近畿地方や東海地方などではさらに大きな被害となった。これに加えて、同年9月には後に伊勢湾台風と名付けられる台風15号が襲来したため、無防備状態が続く被災地に追い討ちをかけるように暴風雨が起こり、さらに被害を拡大させる結果に至った。ちなみに、1959年は台風7号と伊勢湾台風により各地で甚大な被害が出たことから、その被災地である山梨県等ではこれらをまとめて「昭和34年災害」とも呼んでいる。